# Jonah Ebanks
Jonah Ebanks (ur. 7 maja 1996 roku) – kajmański piłkarz grający na pozycji pomocnika reprezentujący drużynę narodową Kajmanów i klub Academy SC.

## Kariera klubowa
Jonah Ebanks od 2016 roku reprezentuje barwy kajmańskiego klubu Academy SC. W sezonie 2017/2018 zdobył z tą drużyną Puchar Wysp Kajmana. 

## Kariera reprezentacyjna
Jonah Ebanks zadebiutował w reprezentacji Kajmanw 29 września 2018 roku w przegranym 0:5 meczu z Kubą. Do dnia 31.10.2020 w reprezentacji rozegrał 10 spotkań i strzelił 2 bramki.

## Bramki w reprezentacji
| Nr | Data                 | Obiekt                                      | Przeciwnik   | Bramka na | Rezultat | Zawody                          |
| -- | -------------------- | ------------------------------------------- | ------------ | --------- | -------- | ------------------------------- |
| 1. | 8 września 2019      | Truman Bodden Stadium, George Town, Kajmany | Barbados     | 2–1       | 3–2      | Liga Narodów CONCACAF 2019/2020 |
| 2. | 15 października 2019 | Truman Bodden Stadium, George Town, Kajmany | Saint-Martin | 1–0       | 1–0      | Liga Narodów CONCACAF 2019/2020 |